# 1994-es magyar atlétikai bajnokság
Az 1994-es magyar atlétikai bajnokságon, amely a 99. bajnokság volt. Utoljára volt a programban a női 3000 méteres síkfutás, 1995-töl már 5000 m vette át a helyét. A rúdugrást és a női magasugrást a debreceni ob-n kezdték meg, de a kedvezőtlen időjárás miatt néhány nap múlva Újpesten fejezték be. 

## Helyszínek
- téli dobóbajnokság: február 26., Népstadion edzőpálya; Bp. Honvéd Pálya, Tüzér utca (gerelyhajítás)
- mezeifutó bajnokság: március 13., Dunakeszi
- maratoni váltó: április 16., Agárd
- 50 km gyaloglás:  április 17., Békéscsaba
- maraton: április 24., Visegrád – Szentendre – Budapest – Szentendrei út – Árpád fejedelem útja – budai rakpart – Tabán
- 10 000 m: május 14., Veszprém, Egyetemi stadion
- váltóbajnokság: május 21–22., Népstadion
- férfi 20 és női 10 km-es gyaloglás:május 28., Ózd
- pályabajnokság: július 9–10., Debrecen, DMTE-pálya
- rúdugrás és női magasugrás: július 15., UTE atlétikai pálya, Szilágyi utca
- Többpróba: szeptember 2–3., UTE atlétikai pálya, Szilágyi utca
- félmaraton: szeptember 10., Nyíregyháza
- Ügyességi csapatbajnokság: szeptember 24–25., Népstadion

## Eredmények

### Férfiak
| Versenyszám                            | Arany                                                                    | Arany    | Ezüst                                                                             | Ezüst     | Bronz                                                                         | Bronz     |
| -------------------------------------- | ------------------------------------------------------------------------ | -------- | --------------------------------------------------------------------------------- | --------- | ----------------------------------------------------------------------------- | --------- |
| 100 m                                  | Kovács Attila Újpesti TE                                                 | 10,66    | Alexa Szabolcs Zalaegerszegi AC                                                   | 10,76     | Rezák Pál Újpesti TE                                                          | 10,78     |
| 200 m                                  | Rezák Pál Újpesti TE                                                     | 20,8     | Alexa Szabolcs Zalaegerszegi AC                                                   | 20,8      | Karaffa László Bp. Honvéd                                                     | 20,9      |
| 400 m                                  | Kiss Gábor Zalaegerszegi AC                                              | 47,22    | Gyulai Miklós TFSE                                                                | 47,47     | Nyilasi Péter Újpesti TE                                                      | 47,69     |
| 800 m                                  | Árpási Miklós Testvériség                                                | 1:50,74  | Tölgyesi Balázs Alba Regia AK                                                     | 1:51,07   | Benkő Zsolt Újpesti TE                                                        | 1:51,40   |
| 1500 m                                 | Banai Róbert Újpesti TE                                                  | 3:49,50  | Babinyecz József Újpesti TE                                                       | 3:49,84   | Tölgyesi Balázs Alba Regia AK                                                 | 3:50,51   |
| 5000 m                                 | Berkovics Imre BVSC                                                      | 14:01,5  | Kliszek Tamás Újpesti TE                                                          | 14:02,0   | Jáger Péter BVSC                                                              | 14:17,5   |
| 10 000 m                               | Kliszek Tamás Újpesti TE                                                 | 29:25,34 | Berkovics Imre BVSC                                                               | 29:30,87  | Kovács József BVSC                                                            | 29:33,23  |
| 4 × 100 m                              | Alexa Szabolcs Hajdú Sándor Kiss Gábor Bella Attila Zalaegerszegi AC     | 40,55    | TFSE II                                                                           | 41,30     | Csepel                                                                        | 42,08     |
| 4 × 200 m                              | Dobos György Szabó Dezső Munkácsi Sándor Nyilasi Péter Újpesti TE        | 1:25,72  | Kiss Gábor Bella Attila Hajdú Sándor Alexa Szabolcs Zalaegerszegi AC              | 1:25,76   | Bp. Honvéd                                                                    | 1:26,12   |
| 4 × 400 m                              | Bella Attila Both Vilmos Hajdú Sándor Kiss Gábor Zalaegerszegi AC        | 3:12,27  | TFSE                                                                              | 3:13,18   | Testvériség                                                                   | 3:18,53   |
| 4 × 800 m                              | Kliszek Tamás Babinyecz József Banai Róbert Benkő Zsolt Újpesti TE       | 7:35,56  | TFSE                                                                              | 7:45,02   | Testvériség                                                                   | 7:46,95   |
| 4 × 1500 m                             | Holba Zoltán Babinyecz József Kliszek Tamás Banai Róbert Újpesti TE      | 15:55,72 | Bp. Honvéd                                                                        | 16:22,64  | VEDAC                                                                         | 16:24,12  |
| 110 m gát                              | Csillag Levente Újpesti TE                                               | 13,90    | Bédi Tibor Csepel                                                                 | 13,93     | Sárközi Lajos Szolnoki MÁV MTE                                                | 14,42     |
| 400 m gát                              | Kovács Dusán Vitalitas SE                                                | 50,58    | Borsos Károly Testvériség                                                         | 51,57     | Tamásovics Zoltán Bp. Honvéd                                                  | 51,99     |
| 3000 m akadály                         | Vágó Béla MTK                                                            | 8:49,70  | Balázs Dénes SEDASE                                                               | 9:07,18   | Szemán János VEDAC                                                            | 9:09,10   |
| 20 km gyaloglás                        | Urbanik Sándor Békéscsabai ESC                                           | 1:22:55  | Dudás Gyula Szegedi VSE                                                           | 1:23:49   | Kirszt Károly Komlói BSE                                                      | 1:27:33   |
| 50 km gyaloglás                        | Dudás Gyula Szegedi VSE                                                  | 3:55:23  | Czukor Zoltán Pécsi AC                                                            | 3:55:43   | Kirszt Károly Komlói Bányász                                                  | 4:21:14   |
| magasugrás                             | Bakler Zoltán Mátyásföldi LTC                                            | 222 cm   | Zsivoczky Attila III. kerületi TVE                                                | 218 cm    | Bese Benő BEAC                                                                | 218 cm    |
| rúdugrás                               | Bagyula István Csepel                                                    | 520 cm   | Rohánszky Pál Bp. Honvéd                                                          | 520 cm    | Kovács Ákos REAC                                                              | 500 cm    |
| távolugrás                             | Uzsoki János Újpesti TE                                                  | 788 cm   | Almási Csaba Újpesti TE                                                           | 787 cm    | Marik Balázs TFSE                                                             | 784 cm    |
| hármasugrás                            | Pálóczi Gyula Bp. Honvéd                                                 | 16,61 m  | Czingler Zsolt Újpesti TE                                                         | 16,07 m   | Boros Csaba Újpesti TE                                                        | 15,82 m   |
| súlylökés                              | Kóczián Jenő Újpesti TE                                                  | 19,50 m  | Pénzes Tamás Testvériség                                                          | 17,85 m   | Kónyi Árpád Testvériség                                                       | 16,92 m   |
| diszkoszvetés                          | Horváth Attila Haladás                                                   | 63,06 m  | Benczenleitner Ottó Haladás VSE                                                   | 56,26 m   | Fazekas Róbert Szombathelyi AC                                                | 56,04 m   |
| kalapácsvetés                          | Gécsek Tibor Szombathelyi AC                                             | 78,18 m  | Kiss Balázs VEDAC                                                                 | 76,76 m   | Fábián Zoltán Haladás VSE                                                     | 75,16 m   |
| gerelyhajítás                          | Belák József Újpesti TE                                                  | 69,90 m  | Szabó Károly TFSE                                                                 | 69,58 m   | Varga Lajos Szegedi TE                                                        | 69,54 m   |
| tízpróba                               | Kürtösi Zsolt TFSE                                                       | 7604     | Munkácsi Sándor Újpesti TE                                                        | 7593      | Rappai Róbert Újpesti TE                                                      | 7240      |
| félmaraton                             | Jáger Péter BVSC                                                         | 1:04:30  | Kovács József BVSC                                                                | 1:04:37   | Berkovics Imre BVSC                                                           | 1:04:55   |
| maraton                                | Holba Zoltán Újpesti TE                                                  | 2:20:02  | Nemes-Nagy Tibor Szegedi VSE                                                      | 2:21:41   | Szűcs Antal BVSC                                                              | 2:22:15   |
| kis mezei futás 6 km                   | Sági Ferenc BVSC                                                         | 18:24    | Kadlót Zoltán BVSC                                                                | 18:37     | Temesi Ádám Tatai TE                                                          | 18:42     |
| mezei futás 12 km                      | Berkovics Imre Veszprémi EDAC                                            | 37:34    | Jáger Péter BVSC                                                                  | 38:00     | Kovács József BVSC                                                            | 38:15     |
| csapat 20 km gyaloglás                 | Urbanik Sándor Leczki Ervin Tóth Balázs Békéscsabai AC                   | 4:35:31  | Faragó Károly Kovács László Vér István Tamás Bp. Honvéd                           | 4:52:15   | Breznai Béla Váróczi Zsolt Csepregi Csaba Diósgyőri AC                        | 5:02:36   |
| csapat 50 km gyaloglás                 | Dudás Gyula Csobán László Börcsök Zoltán Szegedi VSE                     | 12:59:35 | Kovács László Márton Attila Vér István Bp. Honvéd                                 | 14:14:39  |                                                                               |           |
| csapat félmaraton                      | Jáger Péter Kovács József Berkovics Imre BVSC                            | 3:14:03  | Kliszek Tamás Pintér István Laczfi Endre Újpesti TE                               | 3:21:29   | Nemes Nagy Tibor Balassa Levente Csala Vilmos Szegedi VSE                     | 3:32:24   |
| csapat maraton                         | Holba Zoltán Pintér István Laczfi Endre Újpesti TE                       | 7:09:27  | Nemes-Nagy Tibor Balassa Levente Lövinger Miklós Szegedi VSE                      | 7:43:12   | Bogár János Győri Ferenc Eke Zoltán Békéscsabai AK                            | 7:47:41   |
| maratoni váltó (10, 10, 10, 5, 7.2 km) | Kovács József Jáger Péter Berkovics Imre Markó György Benedek Zsolt BVSC | 2:07:45  | Kliszek Tamás Pintér István Laczfi Endre Holba Zoltán Babinyecz József Újpesti TE | 2:11:47   | Kozma Attila Lehman Tibor Povázsai László Molnár Tamás Czakó Péter Bp. Honvéd | 2:13:08   |
| csapat kis mezei futás                 | Sági Ferenc Kadlót Zoltán Nalesnyik Zoltán BVSC                          | 9        | Oláh Roland Viniczay Baksa Márk Alba Regia AK                                     | 41        | Susényi Lővinger Miklós Balassa Levente Szegedi VSE                           | 48        |
| csapat mezei futás                     | Berkovics Imre Jáger Péter Kovács József BVSC                            | 6        | Pintér István Laczfi Endre Kliszek Tamás Újpesti TE                               | 42        | Szűcs A. Dávid Szekeres Szupermaratoni FC                                     | 55        |
| csapat magasugrás                      | Vass Zoltán Arday Zsolt Bertán Gábor Szalay Attila TFSE                  | 203 cm   | Kovács István Frikker Márton Homoki Árpád Molnár Zsolt Szolnoki MÁV MTE           | 195,25 cm | Bese Benő Somogyi János Székely Attila Tresch András BEAC                     | 195,25 cm |
| csapat rúdugrás                        | Farkas Zoltán Kurucz Gábor Rohánszky Pál Kovács Viktor Bp. Honvéd        | 427,5 cm | Jenisz Gábor Takáts Roland Schlaffer László Vékony Zoltán Újpesti TE              | 410 cm    | Váczi Márk Apáczai Zoltán Zeker Nándor Csobánczi Péter Diósgyőri AC           | 345 cm    |
| csapat távolugrás                      | Uzsoki János Ordina Tibor Almási Csaba Czingler Zsolt Újpesti TE         | 720 cm   | Szabó András Béres Sándor Gáspár Zoltán Veres András TFSE                         | 664 cm    | Tarr Péter Otterbein István Radó Szilárd Kárpáti Péter Pécsi AC               | 662 cm    |
| csapat hármasugrás                     | Czingler Zsolt Uzsoki János Boros Csaba Ordina Tibor Újpesti TE          | 14,97 m  | Kárpáti Péter Rittler Gábor Tarr Péter Radó Szilárd Pécsi AC                      | 14,28 m   | Hegedűs Zoltán Béres Sándor Vass Zoltán Békési Mihály TFSE                    | 14,28 m   |
| csapat súlylökés                       | Horváth Attila Benczenleitner Ottó Fábián Zoltán Vida József Haladás VSE | 15,10 m  | Pénzes Tamás Kónyi Árpád Gyenes Sándor Belkovics Attila Testvériség               | 14,84 m   | Mig György Ladányi Zsigmond Bácsalmási Antal Lendvai Pál Kiskunhalasi ATE     | 14,41 m   |
| csapat diszkoszvetés                   | Horváth Attila Benczenleitner Ottó Fábián Zoltán Vida József Haladás VSE | 52,27 m  | Fazekas Róbert Németh Zsolt Annus Adrián Gécsek Tibor Szombathelyi AC'93          | 47,49 m   | Nagy Ákos Verebes János Bogáthy Tamás Pemecker József Pécsi AC                | 44,51 m   |
| csapat kalapácsvetés                   | Gécsek Tibor Németh Zsolt Annus Adrián Rédei László Szombathelyi AC'93   | 72,12 m  | Fábián Zoltán Vida József Szitás Imre Horváth Norbert Haladás VSE                 | 71,25 m   | Maróti Szabolcs Zentai Tibor Varga Sándor Ferency Zsolt VEDAC                 | 55,96 m   |
| csapat gerelyhajítás                   | Belák József Fejér Zoltán Rappai Róbert Beör József Újpesti TE           | 63,35 m  | Bolgár Tamás Varga Lajos Dénes Károly Knipfer Zoltán Szegedi TE                   | 59,75 m   | Szabó József Majoros László Belényesi Imre Kocsis Gábor Nyíregyházi VSC       | 59,55 m   |

### Nők
| Versenyszám            | Arany                                                                            | Arany     | Ezüst                                                                           | Ezüst                            | Bronz                                                                                 | Bronz                            |
| ---------------------- | -------------------------------------------------------------------------------- | --------- | ------------------------------------------------------------------------------- | -------------------------------- | ------------------------------------------------------------------------------------- | -------------------------------- |
| 100 m                  | Barati Éva Bp. Honvéd                                                            | 11,89     | Szabó Gabriella Debreceni EAC                                                   | 12,07                            | Mádai Mónika Zalaegerszegi AC                                                         | 12,13                            |
| 200 m                  | Barati Éva Bp. Honvéd                                                            | 23,6      | Mádai Mónika Zalaegerszegi AC                                                   | 23,7                             | Szabó Gabriella Debreceni EAC                                                         | 23,9                             |
| 400 m                  | Mádai Mónika Zalaegerszegi AC                                                    | 54,02     | Szekeres Judit Szolnoki MÁV MTE                                                 | 54,58                            | Bori Annamária Testvériség                                                            | 55,07                            |
| 800 m                  | Csoszánszky Szilvia Csepel                                                       | 2:05,69   | Bartha Viktória Csepel                                                          | 2:05,91                          | Mészáros Krisztina Bp. Honvéd                                                         | 2:07,36                          |
| 1500 m                 | Javos Anikó Újpesti TE                                                           | 4:16,11   | Bartha Viktória Csepel                                                          | 4:19,27                          | Rácz Katalin Bp. Honvéd                                                               | 4:20,25                          |
| 3000 m                 | Javos Anikó Újpesti TE                                                           | 9:07,13   | Barócsi Heléna Szolnoki MÁV MTE                                                 | 9:15,19                          | Rácz Katalin Bp. Honvéd                                                               | 9:27,09                          |
| 10 000 m               | Dóczi Éva VEDAC                                                                  | 33:58,31  | Tóth Mónika Csepel                                                              | 33:58,41                         | Javos Anikó Újpesti TE                                                                | 34:02,50                         |
| 4 × 100 m              | Ináncsi Rita Eisenhoffer Ágnes Steinmetz Éva Barati Éva Bp. Honvéd               | 45,62     | Gáspár Katalin Kalamár Andrea Régensperger Andrea Mádai Mónika Zalaegerszegi AC | 47,32                            | Debreceni EAC                                                                         | 49,02                            |
| 4 × 200 m              | Ináncsi Rita Eisenhoffer Ágnes Steinmetz Éva Barati Éva Bp. Honvéd               | 1:37,50   | Gáspár Katalin Régensperger Andrea Kalamár Andrea Mádai Mónika Zalaegerszegi AC | 1:40,63                          | Debreceni EAC                                                                         | 1:43,85                          |
| 4 × 400 m              | Ináncsi Rita Eisenhoffer Ágnes Mészáros Krisztina Barati Éva Bp. Honvéd          | 3:42,75   | Kalamár Andrea Forgács Judit Rieder Eszter Mádai Mónika Zalaegerszegi AC        | 3:47,83                          | Pécsi AC                                                                              | 3:55,31                          |
| 4 × 800 m              | Rácz Katalin Staicu Simona Mészáros Krisztina Urr Anita Bp. Honvéd               | 8:45,85   | VEDAC                                                                           | 9:03,90                          | Gyulai SE                                                                             | 9:15,11                          |
| 100 m gát              | Bálint Zita Csepel                                                               | 13,60     | Kalamár Andrea Zalaegerszegi AC                                                 | 14,04                            | Hrabovszky Tünde Csepel                                                               | 14,12                            |
| 400 m gát              | Szekeres Judit Szolnoki MÁV MTE                                                  | 57,75     | Ray Szilvia TFSE                                                                | 59,98                            | Endes Gyöngyi Debreceni EAC                                                           | 1:00,53                          |
| 10 km gyaloglás        | Rosza Mária Békéscsaba                                                           | 44,55     | Szebenszky Anikó Debreceni MTE                                                  | 46:33                            | Ilyés Ildikó Bp. Honvéd                                                               | 46:41                            |
| magasugrás             | Fazekas Erzsébet Mátyásföldi LTC                                                 | 189 cm    | Solti Krisztina Bp. Honvéd                                                      | 185 cm                           | Kovács Judit Debreceni MTE                                                            | 185 cm                           |
| távolugrás             | Ináncsi Rita Bp. Honvéd                                                          | 651 cm    | Vaszi Tünde Újpesti TE                                                          | 646 cm                           | Soós Eszter Haladás VSE                                                               | 614 cm                           |
| hármasugrás            | Medovárszky Éva Kecskeméti SC                                                    | 12,73 m   | Szirbucz Andrea Újpesti TE                                                      | 12,69 m                          | Szála Anett TFSE                                                                      | 12,40 m                          |
| súlylökés              | Herth Hajnal Testvériség                                                         | 14,57 m   | Divós Katalin Szombathelyi AC                                                   | 14,44 m                          | Jánosi Viktória Testvériség                                                           | 14,09 m                          |
| diszkoszvetés          | Csőke Katalin Testvériség                                                        | 55,44 m   | Divós Katalin Szombathelyi AC                                                   | 49,50 m                          | Sugár Barbara Szombathelyi AC                                                         | 46,56 m                          |
| gerelyhajítás          | Zsigmond Kinga Ferencvárosi TC                                                   | 62,42 m   | Ináncsi Vera Bp. Honvéd                                                         | 56,52 m                          | Preisinger Ágnes Ferencvárosi TC                                                      | 56,02 m                          |
| hétpróba               | Kiss Enikő Pécsi AC                                                              | 5020      | Kovács Réka Kaposvári Építők                                                    | 4893                             | Szabó Zsuzsanna TFSE                                                                  | 4735                             |
| félmaraton             | Pásztor Kornélia Debreceni MTE                                                   | 1:13:21   | Földingné Nagy Judit Győri Dózsa                                                | 1:13:35                          | Petrik Éva BVSC                                                                       | 1:14:52                          |
| maratoni futás         | Molnár Gizella BVSC                                                              | 2:50:29   | Farkas Ágota Hunyadi DSE                                                        | 2:52:27                          | Korán Éva Hunyadi DSE                                                                 | 3:03:20                          |
| mezei futás 6km        | Dóczi Éva VEDAC                                                                  | 20:51     | Visnyei Márta BVSC                                                              | 21:01                            | Tóth Mónika Csepel                                                                    | 21:08                            |
| csapat félmaraton      | Petrik Éva Visnyei Márta Jakab Ágnes BVSC                                        | 3:49:54   | Horváth Marianna Stupián Mónika Stiglic Edit VEDAC                              | 4:16:24                          | Kiss Ágnes Korom Andrea Földvári Anett Szegedi VSE                                    | 4:27:35                          |
| csapat maratoni futás  | Farkas Ágota Korán Éva Halász Gézáné Székesfehérvári Hunyadi                     | 9:27:23   | Több értékelhető csapat nem volt                                                | Több értékelhető csapat nem volt | Több értékelhető csapat nem volt                                                      | Több értékelhető csapat nem volt |
| maratoni váltó         | Rácz Katalin Staicu Simona Urr Anita Ágoston Zita Csizi Réka Bp. Honvéd          | 2:29:27   | Nagyné Petrik Éva Molnár Gizella Gombos Márta Visnyei Márta Bugya Mariann BVSC  | 2:30:38                          | Tóth Mónika Pásztor Nikoletta Szekeres Vera Cseszánszky Szilvia Barta Viktória Csepel | 2:39:43                          |
| csapat 10 km gyaloglás | Rosza Mária Szabó Andrea Krajcsó Mónika Békéscsabai AC                           | 2:28:36   | Ilyés Ildikó Váradi Ibolya Ungvári Ildikó Bp. Honvéd                            | 2:33:53                          | Zsoffay Klára Szuromi Karin Szécsi Ilona BEAC                                         | 2:38:12                          |
| csapat mezei futás     | Visnyei Márta Petrik Éva Molnár Gizella BVSC                                     | 18        | Dóczi Éva Fülöp Renáta Horváth Mariann VEDAC                                    | 33                               | Rácz Katalin Ágoston Zita Mészáros Krisztina Bp. Honvéd                               | 37                               |
| csapat magasugrás      | Szalay Aliz Juha Olga Brünyi Orsolya Hajdú Barbara Bp. Honvéd                    | 163,75 cm | Kiss Enikő Lengyel Rita Baumgartner Rita Vadász Kitty Pécsi AC                  | 158,50 cm                        | Bálint Zita Hulitza Ágnes Czvalinga Ágnes Gáncs Gabriella Csepel                      | 157,75 cm                        |
| csapat távolugrás      | Bálint Zita Gáncs Gabriella Csoszánszky Szilvia Hrabovszky Tünde Csepel SC       | 543 cm    | Szabó Gabriella Endes Györgyi Szabó Judit Szabó Anikó Debreceni EAC             | 514 cm                           | Szabó Zsuzsa Ray Szilvia Czemel Krisztina Erdős Anita TFSE                            | 513 cm                           |
| csapat hármasugrás     | Bolla Edit Gáncs Gabriella Bálint Zita Erős Valéria Csepel SC                    | 11,84 m   | Szála Anett Szilágyi Andrea Czemel Krisztina Szendrei Edina TFSE                | 11,22 m                          | Kiss Enikő Páli Judit Sztergár Tímea Tóth Diána Pécsi AC                              | 10,71 m                          |
| csapat súlylökés       | Herth Hajnal Jánosi Viktória Csőke Katalin Kerekesi Éva Testvériség              | 12,96 m   | Dívós Katalin Sugár Barbara Németh Gyöngyi Kertész Tekla Szombathelyi AC'93     | 11,64 m                          | Kovács Krisztina Horák Mária Schinogl Katalin Jaksa Klára Soroksári TE                | 10,80 m                          |
| csapat diszkoszvetés   | Dívós Katalin Sugár Barbara Kertész Tekla Németh Gyöngyi Szombathelyi AC'93      | 43,275 m  | Csőke Katalin Jánosi Viktória Kerekesi Éva Szokolai Zsuzsanna Testvériség       | 40,35 m                          | Újpesti TE                                                                            | 33,77 m                          |
| csapat gerelyhajítás   | Zsigmond Kinga Preisinger Ágnes Antal Katalin Zselenyánszky Olga Ferencvárosi TC | 50,76 m   | Füredi Zsuzsa Bereczky Beáta Koczka Anikó Bálint Zita Csepel                    | 44,11 m                          | Pörge Rita Bánfi Evelyn Joó Ildikó Jágfalvi Beáta Szegedi TE                          | 41,75 m                          |

## Téli dobóbajnokság
Férfiak
| Versenyszám   | Arany                           | Arany   | Ezüst                     | Ezüst   | Bronz                           | Bronz   |
| ------------- | ------------------------------- | ------- | ------------------------- | ------- | ------------------------------- | ------- |
| diszkoszvetés | Horváth Attila Haladás VSE      | 60,96 m | Nagy Ákos Pécsi AC        | 50,62   | Benczenleitner Ottó Haladás VSE | 49,88 m |
| kalapácsvetés | Gécsek Tibor Szombathelyi AC 93 | 76,30 m | Fábián Zoltán Haladás VSE | 71,36 m | Vida József Haladás VSE         | 69,26 m |
| gerelyhajítás | Belák József Újpesti TE         | 68,28 m | Rappai Róbert Újpesti TE  | 65,84 m | Szabó József Nyíregyházi VSC    | 62,20 m |

Nők
| Versenyszám   | Arany                          | Arany   | Ezüst                            | Ezüst   | Bronz                            | Bronz   |
| ------------- | ------------------------------ | ------- | -------------------------------- | ------- | -------------------------------- | ------- |
| diszkoszvetés | Csőke Katalin Testvériség      | 52,22 m | Divós Katalin Szombathelyi AC 93 | 48,96 m | Sugár Barbara Szombathelyi AC 93 | 44,56 m |
| gerelyhajítás | Zsigmond Kinga Ferencvárosi TC | 56,44 m | Preisinger Ágnes Ferencvárosi TC | 53,32 m | Koczka Anikó Csepel              | 51,56 m |

## Magyar atlétikai csúcsok
- hétpróba 6573 ocs. Ináncsi Rita Bp.Honvéd Götzis 5. 29. (13.66, 184, 13.94, 24.20/ 678, 46.28, 2:16.02)
- fp. n. 60 m 7.22 ocs. Barati Éva Bp.Honvéd Budapest 2. 26.
- fp. ötpróba 4775 ocs. Ináncsi Rita Bp.Honvéd Párizs 3. 11. (8.39 - 187 - 14.47 - 657 - 2:20.87)